# Frohes Fest (Lied)
Frohes Fest ist ein Weihnachtslied der Fantastischen Vier, das jeweils im Vorfeld der Festtage 1991, 1992 und 1993 als Single veröffentlicht wurde. Es ist nur im Rahmen dieser Veröffentlichung erschienen; die Single war vom 30. November 1993 bis zum 29. Oktober 2018 wegen der Gefahr sozialethischer Desorientierung von Kindern und Jugendlichen von der Bundesprüfstelle für Jugendgefährdende Schriften indiziert.

## Single
Die Stücke wurden von Andreas Rieke und Klaus Scharff produziert. Die Single Frohes Fest erschien erstmals im November 1991 mit folgender Tracklist, die bei allen weiteren Releases unverändert blieb:
- Frohes Fest (6:05 Minuten)
- Eins und Eins (1:55 Minuten)
- Frohes Fest (instrumental) (4:43 Minuten)

Track 1 und 3 wurden von der Gruppe selbst verfasst und verwendeten dabei Samples von Quincy Jones’ Interpretation des Stücks Oh Happy Day. Bei dem zweiten Stück handelt es sich um eine Coverversion des Stückes One on One von der 2 Live Crew, welches selbst schon eine Coverversion des Kinks-Songs All Day and All of the Night darstellt.

## Enthaltene Lieder
Das Titelstück erzählt in expliziter Sprache von der dunklen Seite des Weihnachtsfestes, wie es gesellschaftliche Außenseiter oder Menschen in sozial zerrütteten Verhältnissen erleben.
Dabei sind die Strophen eins und drei sowie zwei und vier logisch miteinander verbunden:
Die erste Strophe erzählt aus der Sicht eines Mädchens über die zerrütteten Verhältnisse, die in ihrer Familie herrschen, und den Hass auf den neuen Freund ihrer Mutter, der an diesem Abend den Weihnachtsmann mimt. Die zweite Strophe beschreibt den heiligen Abend eines Junggesellen, der die Nacht hauptsächlich mit Fernsehen schauen, Alkohol trinken sowie der Nutzung sexueller Dienstleistungen verbringt, wobei er bei letzterem den Gebrauch von Verhütungsmitteln als überflüssig ansieht. Die dritte Strophe wird von jenem Mann erzählt, der in Strophe eins als Nikolaus verkleidet die Geschenke überbringt. In dieser Strophe beschreibt er das Verhältnis zu seinem Bruder sowie zu der Frau seines Bruders. Diese hat er jetzt als Bettgefährtin, und da er die Familie an dem Abend ganz für sich alleine hat, nimmt er sich vor, auch mit seiner elfjährigen Nichte, der Protagonistin der ersten Strophe, zu schlafen. Die vierte Strophe handelt aus der Sicht einer Prostituierten, die auf den Strich geht, um ihre Drogenabhängigkeit zu finanzieren – selbst am Heiligen Abend. Hierbei beschreibt sie unter anderem, dass sie AIDS hat, nachdem sie nebenbei bemerkt hat, dass jemand es „ohne“ von ihr wollte – der Protagonist der zweiten Strophe.
Das ebenfalls enthaltene Eins und Eins lehnt sich textlich stark an das Original der 2 Live Crew an, das ebenfalls in schlichter Reimform vulgäre Anzüglichkeiten enthält. Die Fantastischen Vier spielten das Stück zu Beginn ihrer Karriere auf vielen Konzerten, auch nach ihrem Durchbruch noch im Zugabenblock; später war der Band der Song peinlich.
Das dritte enthaltene Stück ist eine Instrumental-Version des Titelliedes.

## Indizierung
Indiziert wurde die Single am 4. November 1993, bekanntgemacht am 30. November 1993 (BAnz. Nr. 224) auf Antrag des Stadtjugendamtes Heidelberg. Antragsgegenstand waren sowohl Frohes Fest wie auch Eins und Eins. Während die Bundesprüfstelle bei ersterem jedoch der künstlerisch anspruchsvollen Gestaltung und der satirisch-zynischen Absicht des Stückes Anerkennung zollte, maß man Eins und Eins pornografischen und frauenfeindlichen Charakter zu. Beim Titelstück wurde bemängelt, dass sich der satirische Charakter nur erwachsenen Hörern erschließe, Minderjährige jedoch durch die augenscheinlich negative Botschaft in ihrer moralischen Reife beeinträchtigt werden könnten. Jugendgefährdender Status wurde daher beiden Liedern zugemessen und entsprechend eine Indizierung ausgesprochen. Die Band selbst war nicht bei der Indizierungsverhandlung zugegen, sondern ließ sich von ihrer Plattenfirma vertreten.
Durch die Indizierung erlebte die Single einen ungewohnt hohen Ansturm an Käufen, da viele Fans damals schon diese „besondere“ Platte erwerben wollten.
Nach Aussage der Fantastischen Vier wäre eine Löschung vom Index problemlos möglich gewesen. Die Band strebte dies jedoch nicht an, da der „Sammlercharakter“ der CD erhalten bleiben sollte.
25 Jahre nach Indizierung musste die Voraussetzung für eine weitere Indizierung von Amts wegen erneut geprüft werden. Am 11. Oktober 2018 stellte das zuständige Gremium fest: „Beim Titel „Frohes Fest“ dominiere die satirische Auseinandersetzung mit der oftmals überzeichneten Vorstellung einer „heilen Welt“, wie sie stereotyp mit dem Weihnachtsfest verbunden werde. Die Darstellung der Charaktere, die mittels sexuellem Missbrauch, Drogenkonsum und achtlosem Geschlechtsverkehr die Kontrapunkte zur „heilen Welt“ setzten, sei von Ironie geprägt. Diese Ironie strahle auch auf den Titel „Eins und Eins“ aus.“ Das Gremium sah die Voraussetzungen für eine erneute Indizierung als nicht erfüllt an.  Mit der Bekanntmachung im Bundesanzeiger am 29. Oktober 2018 wurde die Indizierung aufgehoben.

## Charts und Chartplatzierungen
| Periode   | Höchstplatzierung, GesamtwochenChartplatzierungen (Periode, Platzierungen, Wochen) | Höchstplatzierung, GesamtwochenChartplatzierungen (Periode, Platzierungen, Wochen) |
| Periode   | DE                                                                                 | AT                                                                                 |
| --------- | ---------------------------------------------------------------------------------- | ---------------------------------------------------------------------------------- |
| 1992/93   | DE15 (8 Wo.)DE                                                                     | AT20 (5 Wo.)AT                                                                     |
| Insgesamt | DE15 (8 Wo.)DE                                                                     | AT20 (5 Wo.)AT                                                                     |